# Охотники за монстрами
«Охотники за монстрами» (англ. The Troop) — американско-канадский комедийно-фантастический телесериал. Премьера состоялась 12 сентября 2009 года.

## Сюжет
История подростка Джейка, проживающего в Лейквуде и мечтающего рисовать комиксы о монстрах, которого приглашают в лейквудскую группу всемирного тайного общества, на протяжении многих веков защищающего наш мир от монстров и существ, которые существуют на самом деле. Другие члены его команды — школьники: Хейли, одна из самых популярных девушек школы, и Феликс, школьный «ботаник». Эти подростки выбраны для работы в организации, потому что их разум более открыт для разных необычных и непонятных вещей существующих в мире. Бойцов группы постоянно приходится заменять, так как, взрослея, их начинает сковывать страх перед монстрами, и они уже не могут эффективно сражаться с ними.
В телесериале Джейк, Хейли и Феликс с одной стороны показаны как неустрашимые бойцы с монстрами, а с другой — как самые обыкновенные подростки, которые сталкиваются с проблемами всех старшеклассников: отношения между учениками школы, первая любовь, учёба, экзамены, взаимоотношения с родителями и т. д.

## Герои

### Главные герои
- Джейк Коллинз (Николас Пёрселл) — новый член группы Лейквуда, который с изумлением узнал, что монстры существуют. Он является весьма хорошим художником, который рисует собственные комиксы. Хейли и Феликсу часто приходится помогать ему, потому что он постоянно попадает в беду. Хейли считает, что он — бездельник, который не относится к своей работе серьёзно. Самый худший страх Джейка заключаются в том, что он не будет в состоянии помочь своим друзьям, когда они окажутся в беде. Ему нравится Хейли, хотя он пытается не показывать этого.
- Хейли Стил (Гейдж Голайтли) — самая популярная девушка в школе. Она является классической сверхуспевающей ученицей — она черлидер, играет в лакросс, была в балете, когда она была маленькой, входит в студенческий совет, и занимается множеством других внешкольных мероприятий. Она хочет пойти в Йельский университет после школы, и поэтому её любимый цвет йельский синий. Она очень упряма, и в одной серии ей было приказано (Приказ № 172) взять выходные от охоты на монстра, чтобы она могла расслабиться и отдохнуть. Ещё одним признаком её природы трудоголика является то, что она боится не успеть сделать школьные домашние задания, а также плохо напишет контрольную или сдаст тест. Ей нравится Джейк, поэтому она ревнует его, когда он с кем-то заигрывает.
- Феликс Гарсия (Дэвид Дел Рио) — школьный «ботаник». Он очень хочет рассказать кому-нибудь о своём участии в организации, чтобы стать «крутым» парнем, но из-за клятвы не может. Он считает себя Джеймсом Бондом их группы, но Джейк и Хейли думают, что он просто стереотипный «ботаник». Феликс — настоящий гений, эксперт по таинственным существам и паранормальным явлениям, он полностью готов взять на себя любого монстра. Но при этом боится привидений и клоунов со ступнями-омарами и кистями-ульями. Так как он «ботаник», в школе с ним мало кто общается, поэтому Джейк и Хейли являются его ближайшими друзьями.
- Кирби Банкрофт-Кадворс III (Мэтт Шивли) — новичок отряда охотников, заменил Феликса во 2-м сезоне. Он приехал из далекой Оклахомы. Когда он узнал, что идет набор охотников в Лейквуде, не задумываясь решил обязательно вступить в него. Он настоящий научный гений и просто преданный, честный парень, всегда готовый помочь своим друзьям.
- Каденс Нэш (Малез Джоу) — новая девушка в Лейквуде. Только приехав в новый город, она заработала репутацию ужасной задиры. Она смелая, упрямая, сильная и очень симпатичная. Не удивительно, что она очень быстро стала «своей» в отряде охотников. Она даже может быть жестокой и беспощадной. Однако её нестандартность вполне объяснима, ведь она наполовину человек, наполовину монстр.
- Мистер Стокли (Джон Маршалл Джонс) — администратор школы и советник группы, в прошлом участвовал в охотах на монстров. К своей работе в организации относится очень серьёзно. Он держит Джейка, Хейли, и Феликса в курсе последних событий по борьбе с монстрами, и благодаря ему они имеют последние образцы боевой техники. Однако, когда он сталкивается с монстром, он паникует из-за того, что вырос и теперь до ужаса боится монстров.

### Второстепенные персонажи
- Этьен (Эдуард Витцке) — смешной и странный ученик школы, который часто оказывается в центре событий. Был оператором школьных новостей. После того как Феликс уехал он стал самым умным в школе. Позже, когда Кирби застревает во времени он по тесту стал новым охотником за монстрами и другие члены группы и сам мистер Стокли не могли в это поверить. Позже его встречает фея Эрис (Даниела Монет), сестра феи с которой был знаком Феликс. Она принимает Этьена за него. Позже появляется её бывший парень и она снимает пояс, сделанный Этьеном чтобы снова быстро передвигаться и отправить обратно её бывшего парня.
- Фиби Коллинз (Матрея Федор) — младшая сестра Джейка. Она показана в некоторых эпизодах, что предназначена быть частью охотников за монстрами (она встретила дракона и не испугалась его, а также не испугалась в Хэллоуин). Иногда кажется, что она не заботится о Джейке, но действительно это не так. В серии «Я, монстр» она косвенно спасла его. Она звонила на его сотовый, когда он был заперт в коконе, и тем самым выяснилось, в кого же на самом деле превратился монстр.
- Гас (Чад Кровчак) — трусливый парнишка, известен как один из худших противников команды Лейквуда, так как понимает, что он может получить контроль над самыми мощными монстрами на планете и использовать их для своих корыстных целей. Он является основным антагонистом сериала. Он любит называться Агастесом, но все называют его Гас и это его очень раздражает. Он любит Хейли, потому что она была первой девушкой, которая обратила на него внимание и считает Джейка своим соперником. Охотники за монстрами пытались стереть его память, но он их перехитрил. Он возвращается в качестве основного антагониста в финале первого сезона, где пытается выпустить всех монстров, которых когда-либо захватила группа Лейквуда, но ему, в конечном счёте, не удаётся сделать это, и он уходит в мир монстров.
- Кадди (Деян Лойола) — друг Джейка, который появляется во многих эпизодах.
- Энджи Крабтри (Бренна О’Брайен) — довольно неприятная девушка, которая постоянно конфликтует с Хейли. Была репортёром в школе, рассказывающая о различных новостях.
- Лорел (Джессика Паркер Кеннеди) — существо под названием Дриада — лесная нимфа. В образе девушки в неё влюбляется Джейк. Появляется в эпизодах «Лес Грамп» и «Следующая остановка: Лейквуд».
- Эми (Эрин Керр) — член команды черлидеров, появляется в эпизодах «Скорость» и «Робоярость».
- Доктор Бранденбург (Джон Проуз) — глава Международного Комитета Охотников За Монстрами, в которого превратился Лохт по приказу Гаса, чтобы взять контроль над лейквудским отрядом.
- Доктор Крэниус (озвучивание Келси Грэммер) — невероятно умный монстр в виде мочалки из губки, учившийся в Гарвардском университете. Используя свой ум, обхитрил Джейка, Феликса и Хейли и сбежал из лейквудского штаба, куда его доставили после поимки. В конце эпизода «Кем является доктор Крэниус?» Крэниус всё же был пойман и посажен в клетку с усиленной защитой.
- Фея Эрис (Виктория Джастис (1-й сезон), Даниелла Монет (2-й сезон)) является одним из существ. Она может передвигаться со скоростью света. Эрис рассказывает Феликсу, что есть девушка, которой он нравится. Но она исчезла, прежде чем успела сказать имя девушки. Появляется её сестра во втором сезоне в серии «Возвращение Эрис».

## Интересные факты
- Слоган: «Can You See It?»
- На режиссёрском посту сменилось 9 режиссёров (Джонатан А. Розенбаум, Пэт Уильямс, Питер Лоэр, Адам Вайсман, Пол Хоэн, Мэттью Хатингс, Джей Коген, Дж. Б. Шуга, Грег Кулидж).
- Фамилия главного персонажа упоминалась в ICarly.com